# Martin Everett Packard
Martin Everett Packard (* 10. März 1921 in Eugene (Oregon); † 30. Juli 2020 in Los Altos Hills, Kalifornien) war ein US-amerikanischer Physiker.
Packard studierte Physik an der Oregon State University in Corvallis mit dem Bachelor-Abschluss 1942. Danach arbeitete er unter Daniel Alpert bei Westinghouse und auch kurz im Manhattan Project am Radiation Laboratory in Berkeley. Über Alpert bekam er Kontakt zu Felix Bloch und wechselte an die Stanford University, wo er an den ersten NMR-Experimenten von Bloch und William Webster Hansen beteiligt war und 1949 promoviert wurde. Ab 1951 war er in der Forschung bei Varian Associates in Palo Alto. 1953 wurde er Forschungsdirektor der Abteilung Instrumente, 1963 Vizepräsident der Abteilung analytische Instrumente, 1969 Vizepräsident (Corporation Vice President) der Abteilung Forschungsinstrumente, 1974 Assistent des Vorsitzenden (Chairman) Edward Ginzton und 1984 Assistent des geschäftsführenden Vizepräsidenten (Executive Vice President).
Von ihm stammen bedeutende Fortschritte in der Kernspinresonanz (NMR). Er nahm 1946 als Erster die NMR Signale von Protonen in Wasser auf und nahm als Erster das NMR-Spektrum eines organischen Moleküls auf. NMR wurde später zu einem sehr wichtigen Werkzeug der organischen Chemie.
Er war Vorsitzender (Chairman) der Opportunity Capital Corporation in San Francisco und der Vega Biotechnologies in Tucson. Ab 1973 stand er der Addiction Research Foundation in Palo Alto vor. Er war Aufsichtsratsvorsitzender der Ibuki Corporation.